# 쟈니 기타
《쟈니 기타》(Johnny Guitar)는 미국에서 제작된 니컬러스 레이 감독의 1954년 서부 영화이다. 조앤 크로퍼드, 스털링 헤이든, 머세이디스 매케임브리지 등이 출연하였다. 이 영화는 2008년 미국 의회도서관에 의해 문화적으로, 역사적으로, 미적으로 중요함을 인정 받아 미국 국립영화등기부에 선정, 보존되었다.

## 줄거리
비에나는 애리조나주 외곽의 목축 마을에서 술집을 운영 중이다. 비에나는 인근에 철도가 놓이는 걸 찬성하면서 이에 반대하는 목장주 주민들의 반감을 산다. 에마는 비에나의 술집에서 자주 무리와 모임을 갖는 단골 더 댄싱 키드를 욕망해 비에나를 시기하고 있다.
마침 역마차 강도가 벌어지고 무고한 댄싱 키드가 범인으로 지목된다. 댄싱 키드에 대한 욕망이 미움으로 변질된 에마는 댄싱 키드와 그의 공범임에 분명한 비에나를 모두 단죄하자고 주민들을 선동한다.
비에나는 술집에 면접을 보러 왔던 기타 연주자 자니 기타의 도움으로 위기를 모면한다. 자니 기타는 사실 전 청부살인업자로, 비에나의 옛 연인이었다.
댄싱 키드는 캘리포니아주로 도주할 자금을 마련하기 위해 마을 은행을 턴다. 그러나 철도 건설로 인해 다이너마이트 폭파 작업이 이뤄지고 있어 통로에 진입할 수 없자 몸을 숨긴다. 댄싱 키드의 은행 강도 행각 당시 마침 해당 은행에 있었던 비에나는 에마에 의해 공범으로 몰린다. 교수형 당하기 직전 자니 기타와 도망친 비에나와 역시 댄싱 키드의 은신처에서 은거한다.
추격대가 쫓아오고 비에나와 애마 사이에 결전이 벌어져 비에나는 어깨를 맞는다. 질투에 사로잡힌 에마는 댄싱 키드의 머리에도 총알을 박는다. 이에 비에나가 에마의 머리에 총알을 맞춘다.
비에나는 자니 기타와 길을 떠난다.

## 출연

### 주연
- 조앤 크로퍼드 - 비에나 역

### 조연
- 스털링 헤이든 - 자니 기타 (자니 로건) 역
- 머세이디스 매케임브리지 - 에마 스몰 역
- 스콧 브레이디 - 더 댄싱 키드 역
- 워드 본드 - 존 매카이버스 역
- 벤 쿠퍼 - 터키 랠스턴 역
- 어니스트 보그나인 - 바트 로너건 역
- 존 캐러딘 - 올드 톰 역

## 기타
- 미술: 제임스 W. 설리번
- 특수효과: 하워드 라이데커
- 특수효과: 시어도어 라이데커
- 의상: 실라 오브라이언